# Distrito de Guadalupito
El distrito de Guadalupito es uno de los tres que conforman la provincia de Virú, ubicada en el departamento de La Libertad, en la Costa Norte del Perú.
Desde el punto de vista jerárquico de la Iglesia católica, forma parte de la Arquidiócesis de Trujillo.
La iglesia evangélica también tienen mucho arraigo e historia en este distrito de Guadalupito, incluso superando en algunos aspectos a la Iglesia católica.

## Historia
El distrito fue creado mediante Ley  N° 26427, de creación de la Provincia de Virú, el 4 de enero de 1995, en el gobierno del Presidente Alberto Fujimori. Siendo promotor de la creación del distrito el Señor Humberto Saavedra Zavaleta, de religión evangélica, morador de Guadalupito. La mayoría de los habitantes de este recién creado distrito lo eligieron como su primer alcalde distrital mediante elecciones municipales por las grandes obras que hizo junto a un grupo de infatigables luchadores (directivos) en bien del progreso de este naciente distrito que fueron: La electrificación, el agua potable, los títulos de propiedad para los campesinos, entre otras obras destacadas. El Señor Humberto Saavedra Zavaleta falleció en el cargo como alcalde por una grave enfermedad.

## Geografía
El distrito comprende en su extremo sur la zona irrigada del valle del río Santa y el este del territorio comprendiendo el desierto que lo separa extensamente del valle del río Chao. Abarca una superficie de 404.72 km². Todas las poblaciones o anexos del distrito se encuentran en el sur irrigado, incluyendo el pueblo de Guadalupito, la capital.
Forma parte de los tres distritos que constituyen la Provincia de Virú, siendo el ingreso y salida hacia el sur, del Departamento de La Libertad. Delimita geográficamente por el norte, con el distrito de Chao; por el sur, con el distrito de Santa (Ancash); por el este, con el distrito de Chao y; por el oeste, con el Océano Pacífico.

## Población
La población es de 6.232 habitantes.

## Autoridades

### Municipales
- 2015 - 2018:
  - Alcalde: Fernando Jose Lazaro Flores, del Partido Aprista Peruano - APRA (APRA).
  - Regidores: Ivan Yoani Llaro Rodríguez (APRA), Milagros Valderrama Zavaleta (APRA), Eduardo Palacios Ramírez (Apra), Marco Peña Medina (APRA), José Manuel Carrera León (Sumate).

- 2019 - 2022:
  - Alcalde: Roberto Rafael Oliva Paredes, del Movimiento Regional Súmate (SUMATE).
  - Regidores: Juan Jaime Castillo Novoa (SUMATE), Yolanda Vigo Ruiz (SUMATE), Luis Alcalde Orbegozo (SUMATE), Jose Alamiro Álvarez Rumay (SUMATE) y Richard Ruiz Chavez (APP).

### Policiales
- Comisario: PNP.

### Religiosas
- Arquidiócesis de Trujillo[2]
  - Arzobispo de Trujillo: Monseñor Héctor Miguel Cabrejos Vidarte, OFM.[3]
- Parroquia
  - Párroco: Pbro.  .

## Festividades
- Enero: 
  - 4: Aniversario del Distrito de Guadalupito (la fiesta más grande de este Distrito).
- Mayo: Cruz de Mayo. Para los católicos.
- Diciembre: Para los católicos.
  - 8: Virgen de Guadalupe.
  - 15: Virgen de la Puerta